# Satzsemantik
Die Satzsemantik ist ein Teilgebiet der Semantik in der Allgemeinen Linguistik, das sich mit der Bedeutung von größeren syntaktischen Einheiten wie Phrasen, Satzgliedern, Teilsätzen und ganzen Sätzen befasst.

## Prädikationen und Aussagen
Fast alle kommunikativ geäußerten Satzinhalte bestehen aus einem Aussagegehalt und einem Handlungsgehalt. Im Aussagegehalt wird über Gegenstände oder Sachverhalte in der Wirklichkeit, auf die man Bezug nimmt, etwas ausgesagt. Äußerungen ohne Aussagegehalt wären zum Beispiel „Guten Tag“, „Hallo!“, „Prosit!“. Aussagen werden nach Vorbild der Prädikatenlogik folgendermaßen dargestellt:
Ein Prädikator P bildet mit „Argumentstellen“ x,y die Aussage P(x,y). Beispiel:
„Und Helgax redeteP alle diese Wortey.“
Im Inhalt dieses Satzbeispiels ist über die Bezugsobjekte „Helgax“ und „Wortey“ ausgesagt, dass jene x diese y redete.

## Valenztheorie
Die Valenztheorie ist eine Möglichkeit, Gesetzmäßigkeiten herauszuarbeiten, nach denen Wörter zu Wortgruppen bzw. zu Sätzen zusammengefügt werden. Mit ihrer Hilfe kann man die Struktur einer Sprache erkennen und auch erklären. Valenz (Linguistik) ist die Kapazität eines Wortes, bestimmte Konstituenten in einem Satz zu fordern. Konkret auf das Verb bezogen bedeutet das, dass ein Verb bestimmte Ergänzungen benötigt. Für das deutsche Verb „reden“ sind folgende Valenzen anzusetzen: (Die jeweiligen Ergänzungen werden mit E ausgedrückt und durch einen hochgestellten Abkürzungsbuchstaben für die Fügungsweise ergänzt: n= Nominativ, a= Akkusativ, pr= Präpositionalfügung, adv= Adverb)
reden1		(einwertig): En
z. B. Sie redet.
reden2		(zweiwertig): En + Ea
z. B. Er redet Unsinn. (Ea: Redeinhalt)
reden3		(zweiwertig): En + Eadv
z. B. Er redet laut. (Eadv: Redeweise)
reden4		(zweiwertig): En + Epr
z. B. Sie redete mit Charme. (Epr: Redeweise)
reden5		(zweiwertig): En + Epr
z. B. Er redet mit allen. (Epr: Angeredeter)
reden6 	(zweiwertig): En + Epr
z. B. Sie redete über Literatur. (Epr: Redethema)
reden7		(dreiwertig): En + Epr + Epr
z. B. Er redete mit jedem über Gott und die Welt.
Diese Faktoren werden aber in einem bestimmten Kommunikationsakt nicht immer auch alle gemeint oder mitgemeint. Meist sind einige dieser Faktoren ausgeblendet, und zwar nicht im Sinne einer Weglassung im Satzausdruck, sondern im Sinne der Irrelevanz für den Sprecher.

## Prädikatsausdrücke

### Prädikatsausdruck durch Verben
Etwa die Hälfte aller deutschen Verben ist zweiwertig, etwa ein Drittel dreiwertig. Der Rest verteilt sich auf einwertige und eine sehr kleine Zahl nullwertige Verben.
- Nullwertiges Verb für nullstellige Prädikate: P; z. B. „Es regnetP“.
- Einwertiges Verb für einstellige Prädikate: P(x); z. B. „Peterx schläftP“.
- Zweiwertige Verben für zweistellige Prädikate: P(x,y); z. B. „Peterx küsstP Mariay“.
- Dreiwertige Verben für dreistellige Prädikate: P(x,y,z); z. B. „Peterx gibtP Mariay das Buchz“.

### Prädikatsausdruck durch Adjektive
Es gibt Adjektive, die keine „Artergänzungen“ darstellen, sondern Prädikatsausdrücke.
Das wird deutlich durch Formulierungen wie „Mir ist kalt“ anstelle von „Ich friere“ oder „Sie ist ihm ähnlich“ anstelle von „Sie ähnelt ihm“.
Diese Adjektive werden im Zusammenhang mit s. g. „Kopula-Verben“ zu Prädikatsausdrücken. Als solche Verben gelten u. a.: bleiben, werden, erscheinen, gelten als etc.
- Der weit überwiegende Teil der Adjektive ist einwertig. Bsp.: „Es ist sensationell“.
- Es gibt aber auch zweiwertige Adjektive für zweistellige Prädikate: Bsp.: „Man möchte der Krone nahe sein“.
- Es gibt auch einige wenige dreiwertige Adjektive: Bsp.: „Hans ist Anna in Turnen überlegen“.

### Prädikatausdruck durch Substantive
Wie bei den Adjektiven gibt es auch hier Variationen zwischen verbalem und substantivischem Prädikatsausdruck. Z. B.: „Ich rauche nicht“ im Gegensatz zu „Ich bin Nichtraucher“.  Wie bei den Adjektiven gibt es hierbei „Kopula-Verben“, die mit den Substantiven Prädikatsausdrücke bilden. Diese Verben sind u. a.: sein, bleiben, werden, heißen, erscheinen als, gelten als etc.
- Ein zweiwertiges Substantiv, dem ein Prädikat mit zwei Referenzstellen entspricht, enthält folgender Satz: „...dass er eine Bauerntochter zur Mutter hatte“.
- Drei- und Vierwertigkeit von Substantiven scheint es nur bei sekundären, d. h. durch Wortbildung abgeleiteten prädikativen Substantiven zu geben. Z. B. „Hans ist Botschafter von Deutschland in Amerika“, „Neun ist die Antwort von Thomas auf die Frage von Anna“.

Es gibt auch substantivische Prädikatsausdrücke, die keinen semantischen Unterschied zwischen Verb und Nominalprädikat machen und nur zur Aufspaltung von Verb und Substantiv dienen. Z. B.: reisen/eine Reise machen, fragen/eine Frage stellen, andeuten/eine Andeutung machen etc.

## Referenz und Bezugsobjekte
Aus dem Begriff Referenz resultiert das Hauptproblem der Abgrenzung von sprachlichem und „außersprachlichem“ verstehensrelevantem Wissen. Referenz ist in erster Linie nicht eine abstrakte semantische Relation, sondern eine sprachliche Handlung. Immer wenn man eine Aussage macht, muss es etwas geben, worüber man das Prädikat aussagt. Auf was für Bezugsobjekte man dabei Bezug nehmen kann, ist unbegrenzt. Wesentliche Arten des Bezugnehmens sind folgende:
- Wahrnehmungsabhängiges Bezugnehmen (Fingerzeig, Kopfwendung, Blickrichtung, Ausdrucksmittel im nonverbalen Bereich, Ort, Zeit, Geschlecht).
- Wissensabhängiges Bezugnehmen (Eigennamen, Gattungsbezeichnungen).
- Prädizierendes Bezugnehmen (Behauptungen (Bsp.: „Diese Opportunisten gehören nicht in den Bundestag“, nicht nur klassifizierend, sondern auch behauptend), Bewertungen).
- Referenzlose Pronomen/Pseudopronomen (Bsp.: „Er verschluckt sich“, sich hat kein Bezugsobjekt und keine reflexive Bedeutung, ebenso bei „bekennt sich“ und „ergibt sich“).

## Wahrheitsbedingungen-Semantik
Begründer dieses Ansatzes in der Semantik ist Gottlob Frege. Nach dieser Auffassung muss man, um einen Satz verstehen zu können, angeben, ob ein bestimmter Satz in einer gegebenen Situation wahr oder falsch ist. Auch Wittgenstein war Vertreter dieser Ansicht:
Einen Satz verstehen, heißt, wissen, was der Fall ist, wenn er wahr ist.
(Man kann ihn also verstehen, ohne zu wissen, ob er wahr ist.)
(Ludwig Wittgenstein: Tractatus Logico-Philosophicus, 1922)
Dabei werden Situationen als mögliche Welten w (w1 – w3) bezeichnet. Der Wahrheitswert (1 wahr, 0 falsch) eines Satzes α wird in möglichen Welten bestimmt.
(1) Es schneit: [w1 → 1, w2 → 1, w3 → 0, ...]
Eine weitere Annahme, auf der die Wahrheitsbedingungen-Semantik beruht, ist das Kompositionalitätsprinzip, auch Frege-Prinzip genannt. Dieses besagt, dass die Bedeutung eines komplexen Ausdrucks eine Funktion der Bedeutung seiner Teile und der Art ihrer syntaktischen Anordnung ist.
(2) a. Fritz schläft.
(2) b. [ S [ NP  Fritz][ VP schläft]]
Satz (2) ist genau dann wahr, wenn Fritz schläft, sonst falsch. Die Bedeutung von Fritz ist eine bestimmte männliche Person. Die Bedeutung von schläft ergibt mit der Bedeutung Fritz die Bedeutung Fritz schläft.
Es gibt 2 Personen (a) und (b) und 3 mögliche Welten w1 bis w3, schläft hat dann folgende Bedeutung:
(3) schläft: [a → [w1 → 1, w2 → 0, w3 → 1]]
(3) schläft: [b → [w1 → 0, w2 → 1, w3 → 0]]
Unter Äquivalenz auf der Satzebene versteht man, wenn zwei Sätze unter genau denselben Bedingungen wahr sind.
(4) a. Hans fährt mit dem Zug.
(4) b. Hans fährt mit dem Schienentransportmittel.
Als Implikation bezeichnet man, wenn immer eine Situation (a) wahrmacht, macht sie auch (b) wahr.
(5) a. Paul isst eine Karotte.
(5) b. Paul isst ein Gemüse.
Die Wahrheitsbedingungen-Semantik wird oft synonym zu Modelltheoretischer Semantik verwendet. Dies muss jedoch nicht der Fall sein, da die Wahrheitsbedingungen-Semantik auch ohne Modelle arbeiten kann.

### Mögliche Probleme der Wahrheitsbedingungen-Semantik
Es scheint, als ob nur Bedeutungen von Aussagesätzen (6a) beschrieben werden können. Jedoch stellt (6b) die Frage, welchen Wahrheitswert der Satz Susi kommt morgen in einer gegebenen Situation hat.
(6) a. Susi kommt morgen.
(6) b. Kommt Susi morgen?
Unter Ambiguität auf der Satzebene versteht man, wenn ein Satz zwei oder mehrere Interpretationen hat. Er kann unter einer Interpretation wahr sein, und unter der anderen falsch.
(7) Der Petroleumhändler hatte Pech.
Pech kann hier sowohl Unglück als auch Asphalt bedeuten.
Eine weitere Art der Ambiguität ist die strukturelle Ambiguität. Man unterscheidet dabei zwischen syntaktischer (8a) und Skopusambiguität (8b).
(8) a. Anna beobachtete den Mann mit dem Fernglas.
Der Satz beinhaltet zwei Bedeutungen:
- Anna beobachtet den Mann und hält dabei ein Fernglas in der Hand.
- Anna beobachtet den Mann, der ein Fernglas in der Hand hält.

Skopusambiguität bezieht sich auf Quantoren, bei denen nicht klar ist, wie weit ihr Skopus reicht:
(8) b. Alle Politiker sind nicht korrupt.
Auch dieser Satz hat zwei verschiedene Lesarten:
- Für alle Politiker gilt, dass sie nicht korrupt sind.
- Es gilt nicht für alle Politiker, dass sie korrupt sind.

Auch die Unschärfe (Sprache) kann eine klare Zuordnung von Wahrheitswerten erschweren.
(9) Sandra ist klug
Hier hängt es nicht allein von der Situation ab, ob der Satz wahr ist, sondern auch davon, wann man einen Menschen als klug einstuft.
Es fällt schwer indexikalische Ausdrücke einer Bedeutungszuweisung zuzuordnen. Beispiele für indexikalische Ausdrücke sind Personalpronomina, wie ich, du und er, Temporaladverbien wie gestern und morgen, und Lokalangaben wie hier und da. Diese hängen von der Sprechsituation ab, in der die Äußerung gemacht wird.
Die Wahrheitsbedingungen-Semantik bringt oft nicht die Konnotationen zum Ausdruck, die eine bestimmte Sprechereinstellung ausmachen.
(10) a. Meine Tante ist verstorben.
(10) b. Meine Tante hat ins Gras gebissen

### Modelltheoretische Semantik
Die formale Semantik beinhaltet die Übersetzung der natürlichen Sprache (Objektsprache) in eine formale Sprache (Metasprache). In einem weiteren Schritt wird die Metasprache in einem Modell interpretiert, welches die Wahrheitsbedingungen für die vorhandenen Prädikate auf dem Weg über Mengen von Individuen angibt, die sie erfüllen. Ferner werden folgende Elemente verwendet:
- Variablen (x, y): stehen für ein mögliches Individuum der Welt. Sie werden mithilfe einer Funktion gedeutet, die in konkreten Kontexten eine Variable mit einem Individuum belegt.

- Junktoren: verbinden Teilaussagen, &,  =, →,....

- Quantoren: der Existenzquantor (∃) und der Universalquantor (∀) binden Variablen in offenen Sätzen und überführen so offene Sätze in wahrheitsfähige Aussagen überführen.

## Hintergründige Satzinhalte
Für die Satzsemantik sind zwei Verben relevant: bedeuten und meinen.
Beides bezeichnet eine Beziehung zwischen einem Zeichen und seinem Inhalt, wobei meinen sich auch auf die kognitive bzw. kommunikative Handlung der Sprecher bezieht.
Außerdem existiert in vielen Satzinhalten Mitbedeutetes und Mitgemeintes, was nicht auf den ersten Blick als Inhalt der Äußerung erkennbar ist.
Bsp.: „Jeder hat das Recht auf Leben und körperliche Unversehrtheit“.
- Bedeutung: Das maskulin flektierte Pronomen jeder kann entweder auf alle Menschen ohne Ausnahme bezogen werden oder auch nur auf männliche Personen.
- Gemeintes: In diesem Falle schließt das Pronomen jeder alle Menschen ohne Unterschied ein.
- Mitgemeintes: Es kann selbstverständlich ergänzt werden, dass mit „körperliche Unversehrtheit“ das Gegenteil von „durch jemanden verletzt werden“ gemeint ist.